# Adiel Palma
Pour les articles homonymes, voir Palma (homonymie).
Adiel Palma (né le 20 août 1970 à Cienfuegos) est un joueur de baseball cubain. Il remporte le titre olympique lors des Jeux olympiques d'été de 2004 à Athènes et lors des Jeux olympiques d'été de 2008 à Pékin, il remporte la médaille d'argent.

## Palmarès
- Médaille d'or aux Jeux olympiques d'Athènes en 2004
- Médaille d'argent aux Jeux olympiques de Pékin en 2008